# Aly Cissokho
Aly Cissokho (Blois, 15 settembre 1987) è un calciatore francese di origini senegalesi, difensore del Muangthong Utd.

## Carriera

### Club
Cissokho inizia la sua carriera professionistica debuttando in Ligue 2 con il Gueugnon, nell'ultima gara di campionato, dopo la quale firma prolungamento triennale del proprio contratto con la squadra francese. Nella stagione successiva disputa 21 partite di cui 14 come titolare.
Il 2 giugno 2008, dopo la retrocessione a tavolino del Gueugnon nel Championnat National, Cissokho firma un contratto di tre anni per il Vitória Setúbal, squadra della prima divisione portoghese. Il 18 settembre 2008 debutta in Coppa UEFA in casa dello Heerenveen (5-2 per gli olandesi).
Dopo le sue ottime prestazioni, Cissokho viene notato dal Porto, che lo ingaggia nel gennaio 2009 per 4 anni per una cifra di 300.000 euro. L'allenatore Jesualdo Ferreira lo schiera sin dall'inizio titolare e lo fa esordire anche in Champions League il 24 febbraio 2009, nell'andata degli ottavi di finale contro l'Atlético Madrid (2-2). Cissokho fornisce un prezioso contributo per la vittoria del quarto titolo portoghese consecutivo.
Il 14 giugno 2009 viene trovato un accordo tra il Porto e il Milan per il trasferimento di Cissokho ai rossoneri per 15 milioni di euro, tuttavia quattro giorni dopo il trasferimento viene annullato. Successivamente il club rossonero ha addotto quale motivazione del mancato accordo alcuni problemi odontoiatrici riscontrati durante le visite mediche, smentiti però dal giocatore, secondo il quale la trattativa non sarebbe andata a buon fine per motivi di natura economica.
Il 18 luglio 2009 viene acquistato dal Lione, con cui firma un quinquennale e con cui esordisce nella prima partita della Ligue 1 2009-2010 contro il Le Mans (2-2). Il 9 dicembre 2009 segna la prima rete personale tra i professionisti nella vittoria in Champions League del Lione per 4-0 contro il Debrecen.
Il 24 agosto 2012 passa ufficialmente al Valencia, che si aggiudica il calciatore per una cifra intorno agli 8,5 milioni di euro. Il 20 agosto 2013 si trasferisce in prestito al Liverpool. L'8 agosto 2014 viene acquistato dall'Aston Villa, con cui firma un contratto quadriennale. Il 5 agosto 2015 passa in prestito al Porto, squadra in cui aveva già militato per sei mesi nel 2009, ma Il 22 dicembre seguente torna alla squadra inglese dopo aver collezionato solo 3 presenze col club portoghese. Dopo aver trascorso un altro anno con la squadra di Birmingham, il 16 gennaio 2017 viene ceduto in prestito con diritto di riscatto all'Olympiakos. Il 3 agosto 2017, dopo la parentesi in Grecia con la maglia dell'Olympiakos, lascia definitivamente l'Aston Villa, proprietaria del cartellino, per accasarsi in Turchia al Malatyaspor.
Nel luglio 2021 viene acquistato dai thailandesi del Lamphun Warrior, formazione militante nella Thai League 2.

### Nazionale
Il 5 novembre 2009 Cissokho è stato convocato per la prima volta nella Nazionale francese da Raymond Domenech per le partite dei play-off di qualificazione al Mondiale 2010 contro l'Irlanda.
Ha esordito in Nazionale l'11 agosto 2010 in amichevole contro la Norvegia nella prima partita del nuovo commissario tecnico della Nazionale francese Laurent Blanc.

## Statistiche

### Presenze e reti nei club
Statistiche aggiornate al 30 giugno 2018.
| Stagione           | Squadra            | Campionato         | Campionato | Campionato | Coppe nazionali | Coppe nazionali | Coppe nazionali | Coppe continentali | Coppe continentali | Coppe continentali | Totale | Totale |
| Stagione           | Squadra            | Comp               | Pres       | Reti       | Comp            | Pres            | Reti            | Comp               | Pres               | Reti               | Pres   | Reti   |
| ------------------ | ------------------ | ------------------ | ---------- | ---------- | --------------- | --------------- | --------------- | ------------------ | ------------------ | ------------------ | ------ | ------ |
| 2006-2007          | Gueugnon           | L2                 | 1          | 0          | CF+CdL          | 1+0             | -               | -                  | -                  | -                  | 2      | 0      |
| 2007-2008          | Gueugnon           | L2                 | 21         | 0          | CF+CdL          | 1+1             | 0               | -                  | -                  | -                  | 23     | 0      |
| Totale Gueugnon    | Totale Gueugnon    | Totale Gueugnon    | 22         | 0          |                 | 3               | 0               |                    | -                  | -                  | 25     | 0      |
| 2008-gen. 2009     | Vitória Setúbal    | PL                 | 13         | 0          | CP+CdL          | 2+1             | 0               | CU                 | 2                  | 0                  | 18     | 0      |
| gen.-giu. 2009     | Porto              | PL                 | 15         | 0          | CP+CdL          | 3+1             | 0               | UCL                | 4                  | 0                  | 23     | 0      |
| 2009-2010          | O. Lione           | L1                 | 31         | 0          | CF+CdL          | 1+2             | 0               | UCL                | 14                 | 1                  | 48     | 1      |
| 2010-2011          | O. Lione           | L1                 | 29         | 1          | CF+CdL          | 2+0             | 0               | UCL                | 6                  | 0                  | 38     | 1      |
| 2011-2012          | O. Lione           | L1                 | 31         | 0          | CF+CdL          | 4+4             | 0               | UCL                | 9                  | 0                  | 48     | 0      |
| 2012-2013          | O. Lione           | L1                 | 2          | 0          | CF+CdL          | -               | -               | UEL                | -                  | -                  | 3      | 0      |
| Totale O. Lione    | Totale O. Lione    | Totale O. Lione    | 93         | 1          |                 | 13              | 0               |                    | 29                 | 1                  | 135    | 2      |
| 2012-2013          | Valencia           | PD                 | 25         | 2          | CR              | 4               | 0               | UCL                | 7                  | 0                  | 36     | 2      |
| 2013-2014          | Liverpool          | PL                 | 15         | 0          | FA Cup+CdL      | 3+1             | 0+0             |                    | -                  | -                  | 19     | 0      |
| 2014-2015          | Aston Villa        | PL                 | 25         | 0          | FACup+CdL       | 2+0             | 0+0             | -                  | -                  | -                  | 27     | 0      |
| 2015-gen. 2016     | Porto              | PL                 | 2          | 0          | TdP+TdL         | 1+0             | 0+0             | UCL                | 0                  | 0                  | 3      | 0      |
| Totale Porto       | Totale Porto       | Totale Porto       | 17         | 0          |                 | 4+1             | 0+0             |                    | 4                  | 0                  | 26     | 0      |
| gen.-giu. 2016     | Aston Villa        | PL                 | 18         | 0          | FACup+CdL       | 1+0             | 0+0             | -                  | -                  | -                  | 19     | 0      |
| 2016-gen. 2017     | Aston Villa        | FLC                | 12         | 0          | FACup+CdL       | 0+0             | 0+0             | -                  | -                  | -                  | 12     | 0      |
| Totale Aston Villa | Totale Aston Villa | Totale Aston Villa | 55         | 0          |                 | 3+0             | 0+0             |                    | -                  | -                  | 58     | 0      |
| gen.-giu. 2017     | Olympiakos         | SL                 | 3          | 0          | CG              | 3               | 1               | UEL                | 4                  | 0                  | 10     | 1      |
| 2017-2018          | Yeni Malatyaspor   | SL                 | 30         | 0          | TK              | 2               | 0               | -                  | -                  | -                  | 32     | 0      |
| Totale carriera    | Totale carriera    | Totale carriera    | 273        | 3          |                 | 40              | 1               |                    | 46                 | 1                  | 359    | 5      |

### Cronologia presenze e reti in Nazionale
| Cronologia completa delle presenze e delle reti in nazionale ― Francia | Cronologia completa delle presenze e delle reti in nazionale ― Francia | Cronologia completa delle presenze e delle reti in nazionale ― Francia | Cronologia completa delle presenze e delle reti in nazionale ― Francia | Cronologia completa delle presenze e delle reti in nazionale ― Francia | Cronologia completa delle presenze e delle reti in nazionale ― Francia | Cronologia completa delle presenze e delle reti in nazionale ― Francia | Cronologia completa delle presenze e delle reti in nazionale ― Francia |
| Data                                                                   | Città                                                                  | In casa                                                                | Risultato                                                              | Ospiti                                                                 | Competizione                                                           | Reti                                                                   | Note                                                                   |
| ---------------------------------------------------------------------- | ---------------------------------------------------------------------- | ---------------------------------------------------------------------- | ---------------------------------------------------------------------- | ---------------------------------------------------------------------- | ---------------------------------------------------------------------- | ---------------------------------------------------------------------- | ---------------------------------------------------------------------- |
| 11-8-2010                                                              | Oslo                                                                   | Norvegia                                                               | 2 – 1                                                                  | Francia                                                                | Amichevole                                                             | -                                                                      |                                                                        |
| Totale                                                                 |                                                                        | Presenze                                                               | 1                                                                      |                                                                        | Reti                                                                   | 0                                                                      |                                                                        |

## Palmarès

### Club

#### Competizioni nazionali
- Campionato portoghese: 1

Porto: 2008-2009
- Coppa del Portogallo: 1

Porto: 2008-2009
- Coppa di Francia: 1

O. Lione: 2011-2012
- Supercoppa francese: 1

O. Lione: 2012
- Campionato greco: 1

Olympiakos: 2016-2017